# إريك نايت (كاتب)
إريك موراي نايت (بالإنجليزية: Eric Mowbray Knight)‏ ولد في (10 أبريل 1897) وتوفي في (15 يناير 1943) هو روائي وكاتب للأطفال وكاتب سيناريو إنجليزي، عُرف عام 1940 بروايته المشهورة عودة لاسي التي قدمت لروايته الخيالية كولي لاسي. حصل على الجنسية الأمريكية في عام 1942 قبل وقت قصير من وفاته.

## السيرة الذاتية
ولد في مينستون غرب يوركشير وكان الأصغر من بين ثلاثة أبناء ولدوا لماريون هيلدا وفريدريك هاريسون نايت، كلاهما من جمعية الأصدقاء الدينية. كان والده تاجر ألماس غنيا والذي قتل أثناء حرب البوير الثانية عندما كان إريك يبلغ من العمر عامين، ثم انتقلت والدته إلى سانت بطرسبرغ في الإمبراطورية الروسية لتعمل مربية لدى العائلة الإمبراطورية. استقرت الأسرة في وقت لاحق في الولايات المتحدة في عام 1912.
وكان نايت متنوع المهنية، بما في ذلك الخدمة أثناء الحرب العالمية الأولى باعتباره عامل اللاسلكي ثم شغل منصب قائد مدفعية الميدان في الولايات المتحدة الأمريكية جيش الاحتياط حتى عام 1926. قتل شقيقاه في الحرب العالمية الأولى حيث كانوا في جيش بنسلفانيا. وكان يعمل في الكتابة، وعمل أيضا مراسلاً صحفياً وكاتب سيناريو.
تزوج مرتين الأولى في 28 يوليو 1917، من دوروثي كارولين نويس هال، وكان له ثلاث بنات ثم طلقها في وقت لاحق، والثانية في 2 ديسمبر عام 1932.

## مهنة الكتابة
روايته الأولى دعوة إلى الحياة (غرينبرغ، 1934). والثانية أغنية على الأبواق (1936) عن الطبقة العاملة في شمال إنجلترا. وتعتبر روايته This Above All أو هذا قبل كل شيء واحدة من أهم الروايات عن الحرب العالمية الثانية. كما ساعد أيضا في تأليف فيلم «معركة بريطانيا» في «سلسلة لماذا نقاتل» تحت إشراف فرانك كابرا.
له رواية عودة لاسي ظهرت في عام 1940، والتي وسعت من قصة قصيرة نشرت في عام 1938. وقد تم تكييف الرواية إلى فيلم بواسطة مترو غولدوين ماير في عام 1943 عودة لاسي مع رودي ماكدويل في دور جو كاراكلوف و (الحيوان بال) في دور لاسي. نجاح الرواية والفيلم ولدت المزيد من الأفلام والعديد من المسلسلات التلفزيونية، ودعمت رمز لاسي. وقد بقيت الرواية مفضلة في الكثير من الطبعات.

## الموت
في عام 1943 وفي الوقت الذي كان فيه رائدا في القوات البرية للولايات المتحدة – (الخدمات الخاصة) حيث أنه كتب اثنين من سلسلة فرانك كابرا لماذا نقاتل، قتل في تحطم طائرة دوغلاس سي-54 سكاي ماستر في مستعمرة سورينام في أمريكا الجنوبية.

## وصلات خارجية
- إريك نايت على موقع IMDb (الإنجليزية)
- إريك نايت على موقع الموسوعة البريطانية (الإنجليزية)
- إريك نايت على موقع قاعدة بيانات الفيلم (الإنجليزية)
- إريك نايت، الصفحة الرئيسية
- السيرة الذاتية
- إريك نايت (كاتب) على موقع فايند أغريف